# Sterkedrank

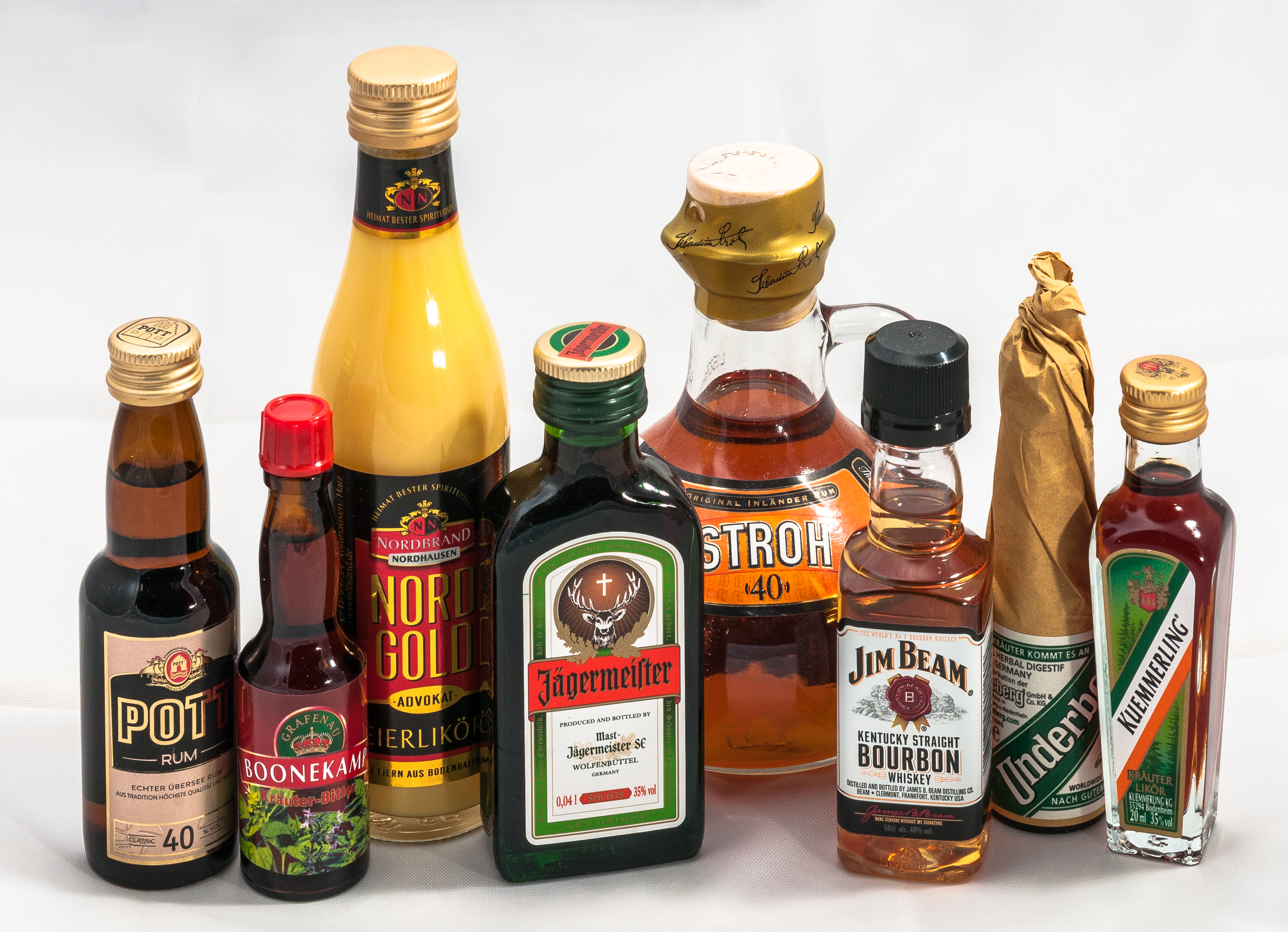
Sterkedranken

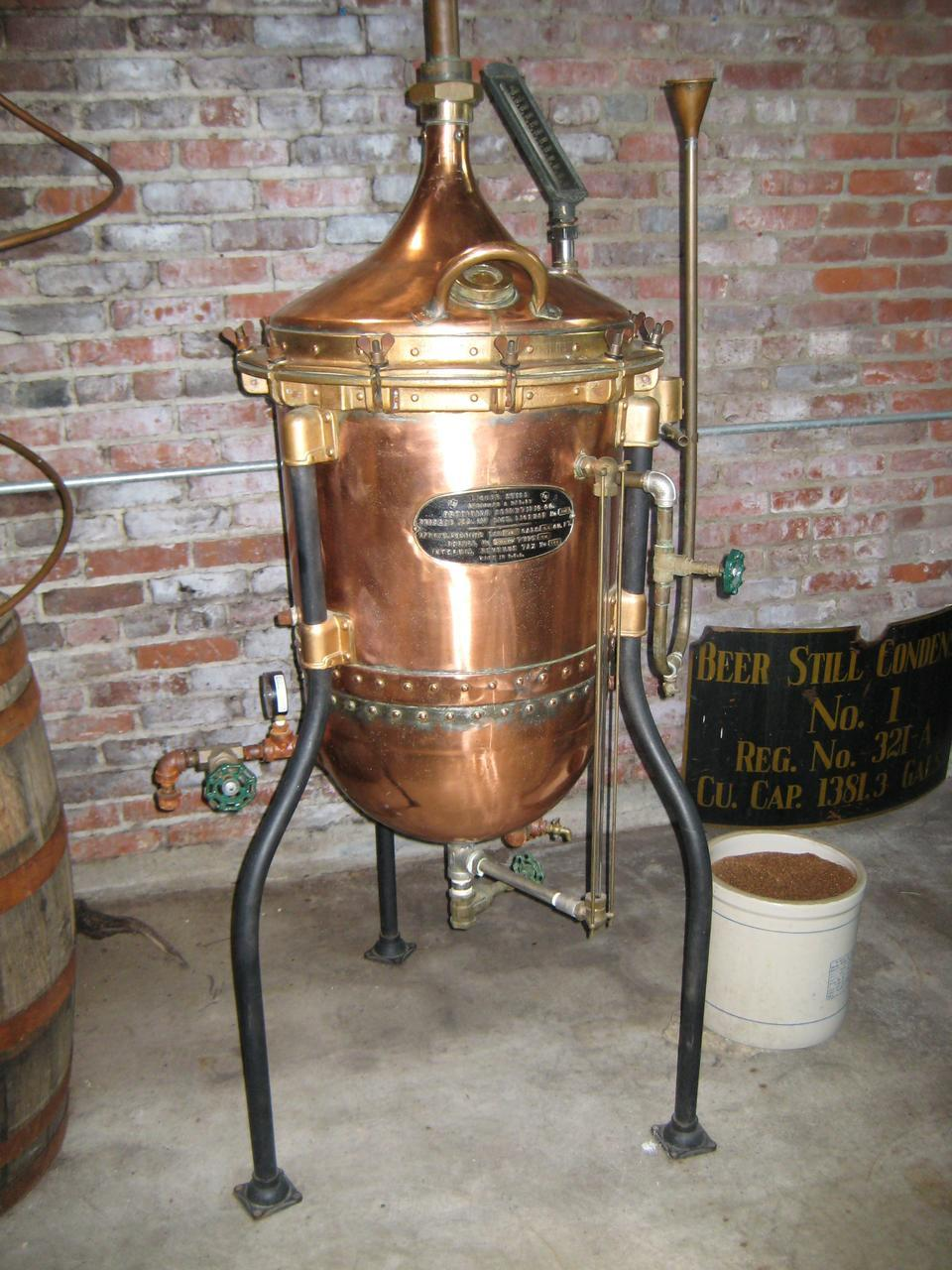
Een oud whiskytankje

Sterkedrank (ook geschreven als sterke drank) is alcoholhoudende drank die aan een door de wet omschreven definitie voldoet. Daar België en Nederland verschillende wetgevingen hebben hieromtrent, is ook de definitie een beetje afwijkend. Een verouderde term hiervoor is spiritualiën.

## Sterkedrank in België
In België is sterkedrank alcoholhoudende drank die niet enkel gisting onderging, maar ook destillatie of toevoeging. Uitzonderingen op wettelijke bepalingen zijn dranken met minder dan 1,2 volumeprocent alcohol, ongeacht hun bereidingswijze.
In België mag ieder verkooppunt alcoholische dranken schenken zolang ze zich maar aan de wettelijke leeftijdsbeperkingen houden. De minimale leeftijd om sterkedrank legaal te kunnen verkrijgen is 18 jaar, terwijl dat voor bier en wijn 16 jaar is.
Door de Wet Vandervelde mocht van 1919 tot en met 1983 geen sterkedrank worden geschonken in Belgische cafés en andere openbare plaatsen.

## Sterkedrank in Nederland
In Nederland is sterkedrank een alcoholhoudende drank die bij 20 graden Celsius voor 15 volumeprocent of meer uit alcohol bestaat, met uitzondering van wijn, die door volledige gisting aan zijn volumepercentage alcohol is gekomen. Voor de bereiding van wijn zijn namelijk gistcellen nodig die pas afsterven bij een alcoholpercentage tussen ongeveer 11% en maximaal van 16% (afhankelijk van de gistsoort).
Sterkedrank mag in Nederland enkel bij vergunde drankslijterijen verkocht worden. Zwak-alcoholhoudende dranken, zoals bier en wijn, mogen wel in supermarkten en andere levensmiddelenwinkels verkocht worden.

## Bereiding
Een hoog alcoholpercentage van sterkedrank kan op de verschillende manieren verkregen worden:
- Destillatie, zoals bij gedestilleerde dranken.
- Toevoeging van extra alcohol, zoals bij port, sherry en vermout.
- Bereiding van een product met alcohol, zoals bij advocaat, kruidenbitter en likeur.